# Florent Serra
Florent Serra (Bordéus, 28 de Fevereiro de 1981) é um tenista profissional da França.
Tenista que já conquistou dois títulos na carreira em 2005, o primeiro acontecendo em Bucareste derrotando Igor Andreev no saibro, e em 2006, ganhou em Adelaide, sobre Xavier Malisse, já fez muitas campanhas em Grand Slams, ao máximo alcançou a terceira rodada em duplas. 

## Conquistas

### Simples
- 2005 ATP de Bucareste,  Roménia
- 2006 ATP de Adelaide,  Austrália

### Duplas
- 2007 Vice-campeão de Gstaad,  Suíça  com Marc Gicquel